# Каменка (Угранский район)
Каменка — деревня в Угранском районе Смоленской области России. Входит в состав Холмовского сельского поселения. Население — 4 жителя (2007 год). 
Расположена в юго-восточной части области в 38 км к юго-западу от Угры, в 12 км западнее автодороги Знаменка-Спас-Деменск. В 12 км южнее деревни расположена железнодорожная станция О.п. 465-й км на линии Смоленск — Сухиничи. 

## История
В годы Великой Отечественной войны деревня была оккупирована гитлеровскими войсками в октябре 1941 года, освобождена в марте 1943 года.